# Taisuke Fujigaya
Taisuke Fujigaya (藤ヶ谷太輔, Fujigaya
Taisuke), né le 25 juin 1987 dans la préfecture de Kanagawa, est un chanteur, acteur, idole et animateur de radio japonais. Il est membre du boys band Kis-My-Ft2 (en).

## Biographie

### Formation
Alors que Taisuke Fujigaya n'a que 11 ans et est prédestiné à une carrière de comédien, sa tante envoie secrètement son profil à Johnny & Associates pour une audition. L'essai s'avère peu concluant mais, au moment de partir, l'adolescent s'égare et discute avec un homme présent sur place. Ce dernier se révèle le président de l'agence, Johnny Kitagawa. Kitagawa décèle du potentiel en lui et, sur sa décision, Fujigaya rejoint finalement Johnny's en 1998.

### Les débuts avec Kis-My-Ft2
Entre 2004 et 2005, le futur boys band Kis-My-Ft2 (en) est constitué. Taisuke Fujigaya est choisi aux côtés de Toshiya Miyata, Yūta Tamamori, Kento Senga, Wataru Yokoo, Takashi Nikaido et Hiromitsu Kitayama.
Le groupe est lancé officiellement en 2011, après six ans de formation : il remporte un grand succès public ainsi qu'un certain intérêt médiatique. Les membres se distinguent notamment via leurs performances sur patins à roulettes,.
Au sein du groupe, Fujigaya est représenté par la couleur rose magenta.
Son nom de plume lorsqu'il écrit des paroles est T.Fxxx.

### Un comédien diversifié
Courant 2011, Taisuke Fujigaya incarne le personnage de Shu Fujishiro dans Ikemen desu ne (remake du drama sud-coréen You're Beautiful) ; il s'illustre aux côtés de Miori Takimoto et Yūta Tamamori, un autre membre de Kis-My-Ft2.
En 2012, il est choisi pour camper le héros Tetpei Shimura dans la comédie dramatique Beginners!. L'une de ses co-stars est Hiromitsu Kitayama, également membre de Kis-My-Ft2.
De 2013 à 2014, il tient le rôle central de Gota Araki dans l'adaptation de Kamen Teacher, un personnage qui renforce sa notoriété et qu'il campe à la télévision puis au cinéma. Sur la même période, il gagne pour la première fois les planches dans une pièce de théâtre, Colt Gabaments - Hajime no Hajimari.
Courant 2016, il participe à une autre adaptation à succès, celle du manga culte Mars. Il incarne Rei Kashino dans la série télévisée, puis le film.
Il poursuit sa carrière au théâtre en 2018 dans And So I'm at a Loss (そして僕は途方に暮れる, Soshite Boku wa Tohou ni Kureru) de Daisuke Miura ; sa performance reçoit un accueil chaleureux et la pièce est transposée en long-métrage par Miura lui-même. L'adaptation cinématographique sort courant 2023, toujours avec Fujigaya.
Durant l'année 2019, il se fait remarquer en jouant des jumeaux pour le thriller Mirror Twins.
Toujours en 2019, il est choisi pour incarner Don Juan dans la comédie musicale éponyme. Il s'agit du premier spectacle musical porté par le chanteur. Pour le metteur en scène Yamato Ikuta, cette décision est évidente : « Lorsque j'ai rencontré [Fujigaya] pour la première fois, j'ai découvert le nouveau Don Juan, la nouvelle star de comédie musicale que je recherchais ». Le casting comporte également Sōichi Hirama, Sumire Haruno, Kōhei Ueguchi et Keigo Yoshino. La pièce fait salle comble et est prolongée quelques semaines après le lancement. Face à l'engouement, elle est reconduite en 2020 avant d'être reportée en raison de la pandémie de Covid-19. Elle reprend en 2021 avec la quasi-intégralité de la troupe, à quelques exceptions notables : le personnage de Maria, l'héroïne, échoie ainsi à l'ancienne star de la Revue Takarazuka Kiho Maaya. Yamato Ikuta affirme que, si « le décor et les accessoires sont identiques à ceux de la première mouture, le jeu de [Taisuke Fujigaya], tout comme celui de l'ensemble de la troupe, a gagné en profondeur et en intensité après ces deux ans ». Pour sa part, l'interprète principal estime que le spectacle est la pièce maîtresse de sa carrière. Pour épouser au mieux le physique de son personnage et casser son image juvénile, Fujigaya a développé sa musculature et s'est astreint un entraînement strict.
En 2024, il figure à l'affiche de Arrogance and Virtue (傲慢と善良, Gouman to Zenryou), tiré du roman à succès de Mizuki Tsujimura. Avant même qu'une adaptation ne soit annoncée, Fujigaya, réputé pour son amour de la littérature, avait déclaré que ce titre était son favori. Son désir de participer au film si l'œuvre venait à être adaptée lui a finalement valu de décrocher le rôle principal.

### Créateur de parfums
Taisuke Fujigaya s'intéresse à la parfumerie depuis l'adolescence. Il considère le parfum comme un élément indispensable, qu'il porte invariablement lors de ses concerts.
Courant 2023, il décide de créer ses propres fragrances et rencontre de nombreux parfumeurs dans cette optique. En novembre 2024, après six mois de travail, il officialise sa marque de parfums Aimetoi. Il sort deux eaux de toilette, 8 et 23, dont les noms sont inspirés de son heure de naissance 8h23. Les parfums sont commercialisés via le site officiel d'Aimetoi à compter du 13 novembre 2024.

### Formation annexe
Dans sa jeunesse, Taisuke Fujigaya souhaitait devenir professeur en école maternelle. En 2022, il passe son diplôme afin d'être psychologue pour enfants.

## Filmographie

### Cinéma
| Année | Titre                                                                          | Rôle             | Notes          | Ref.   |
| ----- | ------------------------------------------------------------------------------ | ---------------- | -------------- | ------ |
| 2014  | Kamen Teacher: The Movie                                                       | Gota Araki       | Rôle principal | [ 24 ] |
| 2016  | Nobunaga Concerto                                                              | Maeda Toshiie    |                | [ 25 ] |
| 2016  | Mars                                                                           | Rei Kashino      | Rôle principal | [ 26 ] |
| 2023  | And So I'm at a Loss (そして僕は途方に暮れる, Soshite Boku wa Tohou ni Kureru) | Yūsuke Sugawara  | Rôle principal | [ 27 ] |
| 2024  | Arrogance and Virtue (傲慢と善良, Gouman to Zenryou)                           | Kakeru Nishizawa | Rôle principal | [ 28 ] |

### Télévision
| Année(s) | Titre | Rôle                                           | Notes                      | Ref.   |
| -------- | --- | ---------------------------------------------- | -------------------------- | ------ |
| 1999     | Kowai Nichiyōbi, Ep. Tomodachi no J-kun (怖い日曜日 友達のJ君)                                                            | J-kun                                          |                            |        |
| 2006     | Shimokita Sundays (下北サンデーズ)                                                                                        | Shin Satō                                      |                            | [ 29 ] |
| 2007     | Byakkotai (白虎隊) | Matahachi Itō                                  |                            | [ 30 ] |
| 2011     | Misaki Number One!! (美咲ナンバーワン!!)                                                                                  | Kazuma Kujō                                    |                            | [ 31 ] |
| 2011     | Bishoku Cameraman – Hoshii Yu no Jiken-bo 2 (美食カメラマン 星井裕の事件簿2) - Monday Golden (月曜ゴールデン) short drama | Hikaru Hōjō                                    |                            | [ 32 ] |
| 2011     | Ikemen desu ne | Shu Fujishiro                                  | Rôle principal             | [ 33 ] |
| 2012     | Perfect Son (理想の息子, Risō no Musuko)                                                                                  | Kengo Mifune                                   |                            | [ 34 ] |
| 2012     | Beginners! (ビギナーズ!)                                                                                                  | Tetpei Shimura                                 | Rôle principal             | [ 35 ] |
| 2012     | Priceless | Kotaro Enomoto                                 |                            | [ 36 ] |
| 2013     | Kamen Teacher | Gota Araki                                     | Rôle principal             | [ 37 ] |
| 2013     | Honto ni Atta Kowai Hanashi: Summer Special 2013 "X Hospital" (ほんとにあった怖い話 夏の特別編2013「Xホスピタル」)        | Naoki Sakaki                                   | Rôle principal             | [ 38 ] |
| 2013     | A Swinging Single (独身貴族, Dokushin Kizoku)                                                                             | Yuta Kawagoe                                   |                            | [ 39 ] |
| 2014     | Kin'yō Road Show Kamen Teacher Kagai Jugyō SP (金曜ロードショー 仮面ティーチャー課外授業SP)                               | Gota Araki                                     |                            |        |
| 2014     | Nobunaga Concerto | Maeda Inuchiyo                                 |                            | [ 40 ] |
| 2016     | Mars: Tada, Kimi wo Aishiteru (Mars~ただ, 君を愛してる~)                                                                  | Rei Kashino                                    | Rôle principal             | [ 41 ] |
| 2016     | I Want to Fall in Love and Play Basketball                                                                                | Asamitsu Tsuchiya                              | Rôle principal             | [ 42 ] |
| 2017     | Beautiful Bones | Shotaro Tatewaki                               |                            | [ 43 ] |
| 2019     | Mirror Twins | Yugo Katsuragi / Keigo Katsuragi (double rôle) | Rôle principal / 2 saisons | ,      |
| 2020     | Whatever I'm in Sickness and in Health                                                                                    | Ichiharu Sudo                                  | Rôle principal             | [ 46 ] |
| 2021     | Karei-naru Ichizoku | Ginpei Manpyō                                  |                            | [ 47 ] |
| 2023     | Hamaru Otoko ni Keritai Onna (ハマる男に蹴りたい女）                                                                      | Koichi Shitara                                 | Rôle principal             | [ 48 ] |
| 2024     | Undercover Brother and Sister Special Fraud Investigator                                                                  | Houou                                          |                            | [ 49 ] |

### Web-dramas
| Titre                      | Diffusé via  | Rôle                                                     | Ref.   |
| -------------------------- | ------------ | -------------------------------------------------------- | ------ |
| ConneXion                  | dTV (Lemino) | Rôle principal aux côtés de Wataru Yokoo and Kento Senga | [ 50 ] |
| Happy Kanako's Killer Life | DMM TV       | Sakurai                                                  | [ 51 ] |

## Scénographie(sélection partielle)
- 2014 : Colt Gabaments - Hajime no Hajimari : Hajime Fujii
- 2018 : And So I'm at a Loss (そして僕は途方に暮れる, Soshite Boku wa Tohou ni Kureru) : Yūsuke Sugawara
- 2019 / 2021 : Don Juan : Don Juan
- 2022 : Le Canard sauvage : Gregers Werle